# Ægteskab og pigesjov
Pour plus de détails, voir Fiche technique et Distribution.
Ægteskab og Pigesjov est un film danois muet réalisé par August Blom, sorti en 1914. 

## Fiche technique
- Titre : Ægteskab og Pigesjov
- Réalisation : August Blom
- Scénario : Oscar Petersen
- Directeur de la photographie : Johan Ankerstjerne
- Sociétés de production : Nordisk Film
- Format : Noir et blanc  - Muet
- Dates de sortie :
  -  Danemark : 19 juin 1914

## Distribution

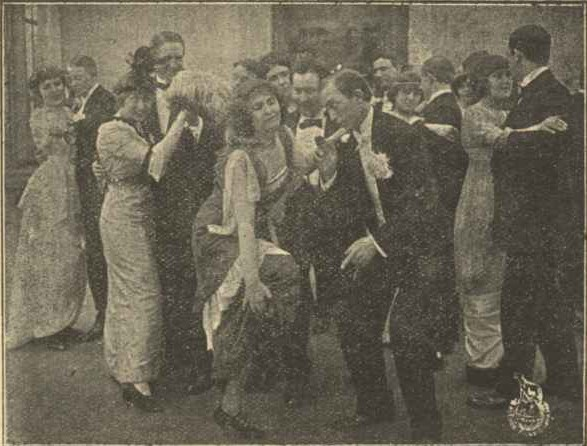
Photo du film.

- Agnes Andersen
- Ingeborg Bruhn Bertelsen
- Maja Bjerre-Lind
- Fr. Bondesen
- Karen Kirstine Christensen
- Rasmus Christiansen
- Ellen Ferslev
- Ingeborg Jensen
- Peter Jørgensen
- Stella Kjerulf
- Dagmar Kofoed
- Ebba Lorentzen
- Ingeborg Olsen
- Paula Ruff